# Die Frau am Fenster
Die Frau am Fenster ist ein französisch-italienisch-deutsches Filmdrama von Pierre Granier-Deferre aus dem Jahr 1976 mit Romy Schneider in der Hauptrolle. Als literarische Vorlage diente ein Roman von Pierre Drieu la Rochelle.

## Handlung
Delphi 1936: Margot Santorini, die Frau eines italienischen Diplomaten, der Bauunternehmer Raoul Malfosse sowie dessen Chauffeur Michel Boutros besichtigen die Ausgrabungsstätten der antiken griechischen Stadt. Malfosse, der in Margot vernarrt ist, zeigt sich verärgert über die offensichtliche Zuneigung zwischen Margot und Boutros, die er zuvor in flagranti im Bett erwischt hat. Sie fahren mit seinem Wagen schließlich weiter. An einem Olivenhain steigt Boutros aus und will zu Fuß weitergehen. Er verabschiedet sich von Margot mit einem Kuss und sagt ihr, dass er fünf Tage auf sie warten werde.
Kurz zuvor gelang dem neuen griechischen Regierungschef General Metaxas ein Staatsstreich, in dessen Folge er eine Militärdiktatur errichten konnte. Von Polizisten lässt er seither alle Gewerkschafter und Kommunisten verfolgen. Zu diesen zählt auch Boutros, den der Polizeichef Primoukis als besonders gefährlich einstuft. Primoukis setzt daher alles daran, Boutros festzunehmen. Doch dieser konnte ihm bisher stets entkommen. In einer Bar in Athen trifft sich Primoukis mit Margot, die ihm jedoch nichts über Boutros’ Aufenthaltsort verrät und sich alsbald von ihm verabschiedet, um ein Schiff nach Patras zu nehmen. Mit ihrem Mann Rico Santorini führt Margot eine offene Ehe. Beide wissen von den Flirts und Liebschaften des jeweils anderen. Sie sehen schließlich ein, dass sie sich entfremdet haben, und denken beide über eine Scheidung nach. Primoukis sucht schließlich auch Malfosse auf und fragt ihn, was Boutros in Patras wolle. Nachdem sich der Polizeichef von ihm verabschiedet hat, ruft Malfosse umgehend Margot an, um sie zu warnen. Primoukis wisse über sie und Boutros Bescheid und sie solle sofort abreisen und dabei einen Umweg nehmen.
Jahre später holt Malfosse, der inzwischen zum Major aufgestiegen ist, Rico im Gefängnis ab. In einem Kloster begrüßen sie kurz darauf ein kleines Mädchen und fahren mit ihm aufs Land, wo sie bei einem Ehepaar unterkommen. Wie sich herausstellt, gab Margot das Mädchen vor zwei Jahren in Ricos Obhut. Margot wurde daraufhin festgenommen, als sie sich mit Boutros treffen wollte. Diesen hatte sie 1936 kennengelernt, als sie am Fenster ihres Hotelzimmers stand und er auf der Flucht vor der Polizei bei ihr Zuflucht suchte. Margot und auch Rico halfen Boutros, sich vor der Polizei zu verstecken und unbemerkt aus dem Hotel zu gelangen. Margot bat daraufhin Malfosse, Boutros als Chauffeur einzustellen. Ihr zuliebe ließ sich Malfosse darauf ein und Margot wiederum, die von ihrem Luxusleben gelangweilt war, half Boutros, seine Kontakte zu anderen Kommunisten wieder aufzunehmen. Zunächst hatte Boutros Margots Annäherungsversuchen widerstanden, auch bei einer Feier auf Malfosses Anwesen, als sie ihm den Plan für seine Flucht aus Griechenland darlegte, gab er ihr lediglich einen Kuss. Erst am Morgen kurz vor seiner Flucht ließ er sich auf mehr ein und schlief mit ihr.
Ihre gemeinsame Tochter, das Mädchen, das Margot Rico anvertraute, reist 1967 nach Athen, um etwas über ihre Eltern zu erfahren. Sie sieht ihrer Mutter zum Verwechseln ähnlich, was auch einem Mann, den sie in einem Café trifft, nicht entgeht. Er erzählt ihr, dass ihr Vater einst eine Partisaneneinheit geführt habe und in einen Hinterhalt bei Delphi geraten sei. Primoukis habe ihm die Augen ausgestochen und ihn dann erschießen lassen. Von Amalia, einer Bekannten ihres Vaters, erfährt sie, dass ihre Mutter 1943 bei einer Razzia festgenommen wurde. Seither fehlt von Margot jede Spur.

## Hintergrund

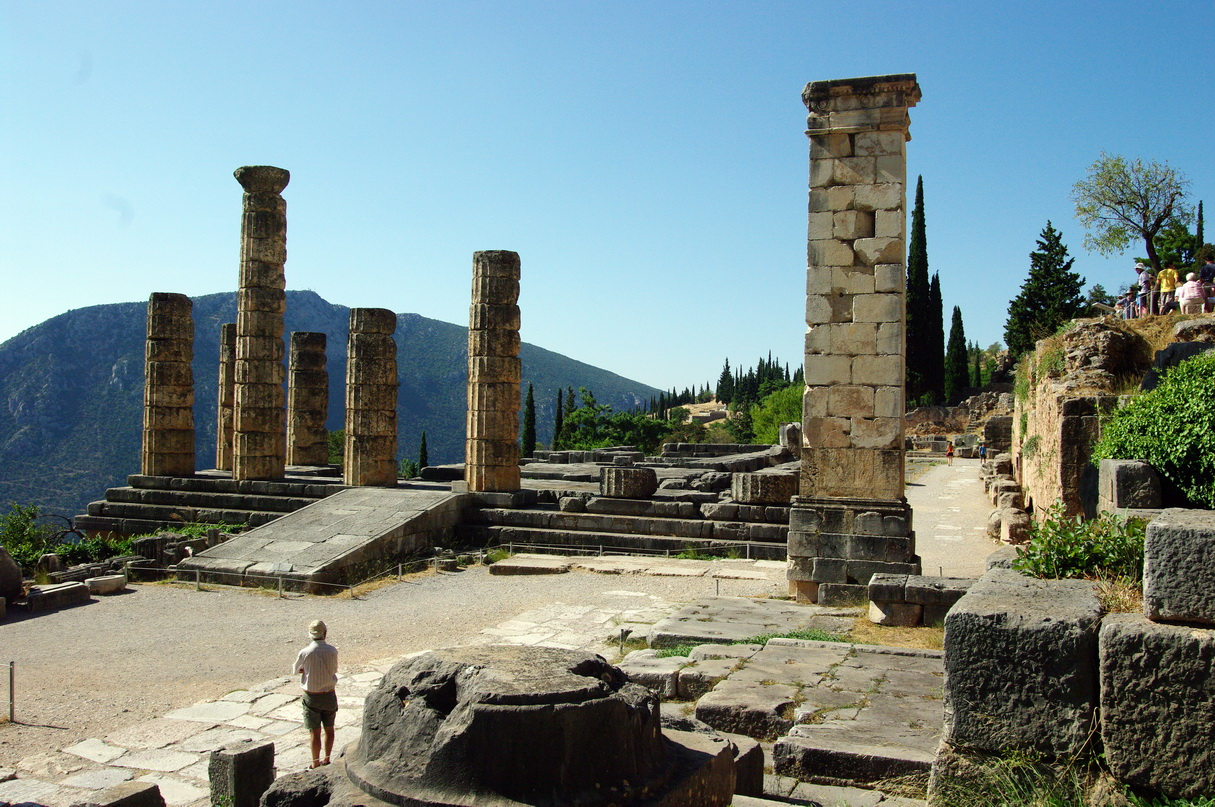
Der Tempel des Apollon in Delphi, ein Schauplatz des Films

Die Dreharbeiten fanden in Athen, Delphi und Paris statt. Der Film kam am 10. November 1976 unter dem Titel Une femme à sa fenêtre in die französischen Kinos, wo ihn mehr als 1,2 Millionen Zuschauer sahen. In Deutschland lief er am 25. Februar 1977 in den Kinos an. Am 12. Juli 1980 wurde er im Fernsehen der DDR erstmals im deutschsprachigen Fernsehen gezeigt.

## Kritiken
Das Lexikon des internationalen Films befand, dass der Film in „zeitlich komplizierter Verschachtelung erzählt“ werde und damit „eine menschlich-politische Entscheidung der Heldin gegen die Dekadenz und den Zynismus ihrer Umgebung anschaulich machen [will]“. Er sei jedoch „auf der Ebene des sentimentalen Abenteuers stehen[geblieben]“. Cinema beschreibt Die Frau am Fenster als „mitunter etwas wirre Love-Story“, die Pierre Granier-Deferre „in faszinierende Bilder“ verpackt habe und in der der „authentische Polithintergrund“ und „die geschmackvollen Dekors und Kostüme“ lediglich Kulissen seien.

## Auszeichnungen
Bei der Verleihung des César 1977 war Romy Schneider in der Kategorie Beste Hauptdarstellerin nominiert, unterlag jedoch wie auch die Mitnominierten Isabelle Adjani und Miou-Miou der Vorstellung Annie Girardots in Dr. med. Françoise Gailland. Eine weitere Nominierung für den César gab es in der Kategorie Bester Schnitt für Jean Ravel.

## Deutsche Fassung
Die deutsche Synchronfassung entstand 1976 in München nach dem Dialogbuch von Marcel Valmy und unter der Dialogregie von Werner Uschkurat.
| Rolle          | Darsteller       | Synchronsprecher  |
| -------------- | ---------------- | ----------------- |
| Raoul Malfosse | Philippe Noiret  | Horst Niendorf    |
| Michel Boutros | Victor Lanoux    | Thomas Braut      |
| Rico Santorini | Umberto Orsini   | Hartmut Reck      |
| Primoukis      | Gastone Moschin  | Heinz Petruo      |
| Dora Cooper    | Delia Boccardo   | Andrea L’Arronge  |
| Avghi          | Martine Brochard | Helga Trümper     |
| Amalia         | Neli Riga        | Sigrid Pawlas     |
| Andréas        | Vasilis Kolovos  | Panos Papadopulos |